# Kaifeng TV Tower
Kaifeng TV Tower foi construída na cidade de Kaifeng, China. Tem 268 m (879 pés) e, até julho de 2019, é a 58.ª torre de estrutura independente mais alta do mundo.